# André de Toulongeon

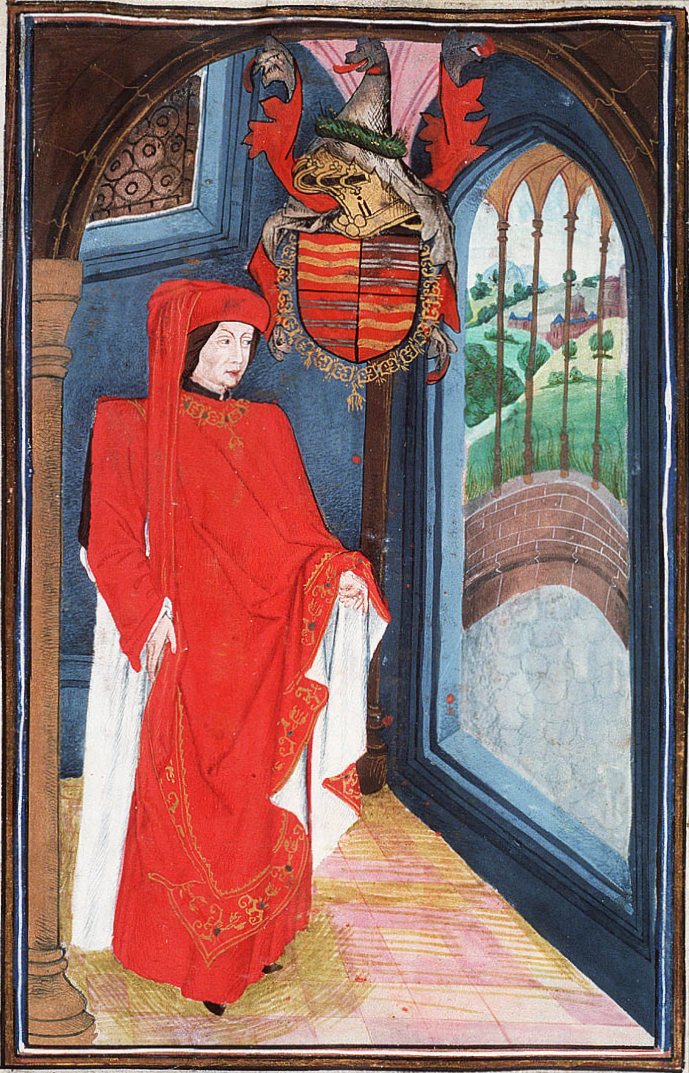
André de Toulongeon im Wappen- und Statutenbuch des Ordens vom Goldenen Vlies (Den Haag, KB, 76 E 10, fol. 52r)

Wappen des André de Toulongeon

André de Toulongeon (* 1390; † 1432 im Heiligen Land) war im Jahr 1419 Großstallmeister von Frankreich aus dem Adelsgeschlecht Toulongeon.

## Herkunft
André de Toulongeon war der Sohn von Tristan de Toulongeon (1350–1399), Baron de Sennecey, Mitglied im burgundischen Großen Rat, und Jeanne de Cotebrune, genannt de Chalon. Sein Großvater Jean de Cotebrune war Marschall von Burgund, ebenso wie Andrés älterer Bruder Jean II. de Toulongeon (1381–1427), Baron de Sennecey et Seigneur de Toulongeon. Ein weiterer Bruder war Antoine de Toulongeon, der 1427 der Nachfolger Jeans als Marschall von Burgund wurde. Seine Schwester war Jeanne de Toulongeon (1382–1419), die zweite Ehefrau Henri de Champdivers‘ und dadurch Schwägerin von Odette de Champdivers, der Mätresse des Königs Karl VI.

## Biographie
André de Toulongeon war zu Beginn seiner Karriere Stallmeister, dann Mundschenk des Herzogs von Burgund, und schließlich Erster Stallmeister. 1419 wurde er Großstallmeister des französischen Königs. Er war Seigneur de Mornay, Conseiller und Chambellan des Herzogs.
1428 heiratete er Cornelie, Bâtarde de Bourgogne, eine uneheliche Tochter des Herzogs Philipp der Gute, ging aber bereits 1430 mit Jacqueline de La Trémoille († August 1466), einer Tochter von Pierre de la Trémoille, Baron de Dours, und Cousine von Georges de La Trémoilles, eine zweite Ehe ein; aus dieser Verbindung stammt das einzige Kind Andrés, Claude de Toulongeon, Seigneur du Chuse et du Chastelier en Champagne. Im gleichen Jahr heiratete Herzog Philipp Isabel de Portugal (1397–1471), Tochter von Johann I., König von Portugal, und Philippa of Lancaster, wobei André de Toulongeon die Ehe als burgundischer Botschafter in Portugal faktisch schloss.
1429 erhielt er die Seigneurie Saint-Aubin-sur-Loire. 1432, im Jahr seines Todes, wurde er zum Ritter des Ordens vom Goldenen Vlies ernannt. Da er auf einer Pilgerfahrt im Heiligen Land starb, konnte er diese Auszeichnung nicht mehr in Empfang nehmen. Seine Witwe heiratete nach seinem Tod Jean de Luxembourg, Bâtard de Saint-Pol, Seigneur de Haubourdin (Haus Luxemburg-Ligny), der im Jahr 1433 ebenfalls Ritter des Ordens vom Goldenen Vlies wurde.